# CAV2
CAV2 es el gen codificante de la proteína CAVeolina-2.
La proteína Caveolina-2 forma parte de la cara interior de las caveolas (también conocidas como balsas lipídicas); pequeñas invaginaciones en la membrana plasmática implicadas en funciones celulares esenciales (transducción de señal, metabolismo lipídico, control del crecimiento celular, apoptosis, posible supresor tumoral, ...). CAV-1 y CAV-2 están localizados en el cromosoma 7 y las proteínas que codifican forman un complejo. Las variantes transcripcionales de los genes codifican isoformas de las proteínas (alpha y beta). 
| Base de Datos | Referencia    |
| ------------- | ------------- |
| ENSEMBL       | SG00000105971 |
| UniProt       | P51636        |